# Зиновьев, Степан Степанович (старший)
Степан Степанович Зиновьев (1691—1764) — действительный статский советник (1753) из рода Зиновьевых, в 1748-58 гг. обер-президент Главного магистрата. Отец дипломата Степана Зиновьева.
Родился в семье стольника. На службу поступил в 1708 году. Во время Северной войны служил поначалу рядовым лейб-гвардии Преображенского полка, с 1711 прапорщиком, с 1713 подпоручиком, с 1715 поручиком, с 1718 капитаном. В 1726 г. на время вышел в отставку. В 1730-32 гг. в чине майора воеводствовал в Кузнецке. Разбогател благодаря браку с княжной Федосьей Александровной Прозоровской, внучкой боярина П. С. Прозоровского, наследницей выморочного состояния князей Великогагиных.
В дальнейшем служил или по гражданской части (советником в судном приказе), или по военной, достигнув чина генерал-майора. Указом от 30 июня 1748 года статскому советнику Зиновьеву было поручено возглавить Главный магистрат. В этой должности он расследовал обстоятельства первой в истории Петербурга забастовки (на суконной фабрике Ефима Болотина в 1749 г.) и разбирал скандальное дело о похищении своим родственником Иваном Зиновьевым брянского купца Кольцова, обстоятельно изложенное в «Истории» С. М. Соловьёва с примечанием, что «обер-президент судил по родству».
В 1753 г. Зиновьев был включён в состав комиссии, которая занималась упразднением внутренних таможенных сборов. Ко времени выхода в отставку (1758) он стяжал значительное состояние. В Москве ему принадлежала основная часть участка, на котором в настоящее время стоит музей А.С. Пушкина на Пречистенке, а нынешний Хрущёвский переулок в то время назывался Зиновьевским. В 1758 г. это землевладение перешло к его брату, бригадиру Андрею Зиновьеву.